# Vilanovense Futebol Clube
O Vilanovense Futebol Clube é um clube português localizado na cidade de Vila Nova de Gaia, distrito do Porto. O clube foi fundado em 1914 e o actual presidente da direcção é António Coelho. A equipa efectua os jogos em casa no Parque Soares dos Reis.
Conquistas de relevo, recentes, são a subida de divisão dos Juvenis em 2016/2017, com a conquista da Série II da II Divisão; Os Benjamins venceram a Taça Olá Kids, taça essa a nível nacional, tendo a equipa vencido apenas com vitórias; subida de divisão dos Juniores na época 2010/2011, da 2ª divisão distrital, Série 1, para a 1ª divisão distrital, encontrando-se ainda a disputar o apuramento de campeão da 2ª divisão distrital da A. F. Porto.
Em 2010, o Vilanovense Futebol Clube, fundou o Vila Futebol Clube . A equipa no seu ano de estreia competiu na II Divisão da AFP e era composta apenas por atletas formados no clube, alguns juniores da época transacta e outros atletas que após passagens por outros clubes regressaram a "casa", sendo, na altura, uma equipa com uma media de idades muito reduzida.

## Palmarés
O Vilanovense Futebol Clube iniciou oficialmente a sua actividade em 23 de Fevereiro de 1922, com a disputa do campeonato da Associação de Futebol do Porto, Segunda Divisão. Até aos dias de hoje, o ”Vila” já ganhou enumeras competições nos vários escalões, sendo o quarto clube com mais títulos nos campeonatos seniores da Associação de Futebol do Porto, com quatro títulos já conquistados e detêm o recorde de vinte e três jogos sem perder (1992/1993).
Mas na sua longa história o Vilanovense já conta com quarenta presenças nos campeonatos nacionais da segunda e terceira divisão nacionais. A sua última incursão pelos campeonatos nacionais (III Divisão, Série B) foi na época de 2005/2006. Para além das participações em campeonatos nacionais o Vilanovense Futebol Clube também participou em várias edições da Taça de Portugal, o seu ponto mais alto nesta competição foi no ano de 2001/2002 onde só foi eliminado na quarta eliminatória pelo Sporting Clube de Portugal em Alvalade, perdendo por três bolas a uma.
Actualmente a equipa milita no escalão mais alto da Associação de Futebol do Porto, na Divisão d'Elite.
Títulos:
| Época     | Título                                                                      |
| --------- | --------------------------------------------------------------------------- |
| 1938/1939 | Campeão do Bronze “Joaquim Soares Martins”                                  |
| 1942/1943 | Campeão Distrital da Segunda Divisão da A. F. Porto                         |
| 1953/1954 | Campeão Distrital da Segunda Divisão da A. F. Porto                         |
| 1953/1954 | Campeão Distrital da Segunda Divisão, Categoria Reservas da A. F. Porto     |
| 1961/1962 | Campeão Distrital da Segunda Divisão, Categoria Reservas da A. F. Porto     |
| 1962/1963 | Campeão Distrital da Segunda Divisão, Categoria Reservas da A. F. Porto     |
| 1964/1965 | Campeão Distrital da Primeira Divisão da A. F. Porto                        |
| 1966/1967 | Campeão Distrital da Primeira Divisão, Categorias Reservas da A. F. Porto   |
| 1967/1968 | Campeão da Taça “A. F. Porto”                                               |
| 1970/1971 | Campeão Distrital da Primeira Divisão da A. F. Porto                        |
| 1974/1975 | Campeão Distrital Provas Extra-Iniciados da A. F. Porto                     |
| 1976/1977 | Campeão Distrital Reservas, Divisão de Honra da A. F. Porto                 |
| 1980/1981 | Campeão Distrital da Prova Extra-Iniciados da A. F. Porto                   |
| 1987/1988 | Campeão Distrital da Primeira Divisão da A. F. Porto                        |
| 1989/1990 | Campeão Distrital de Juvenis da A. F. Porto                                 |
| 1992/1993 | Campeão Distrital da Divisão de Honra da A. F. Porto                        |
| 2005/2006 | Campeão Distrital da Prova Extra-Infantis (Taça Jaime Graça) da A. F. Porto |
| 2006/2007 | Campeão Distrital de Juniores, Segunda Divisão da A.F. Porto.               |

fonte:A. F. Porto

## Da fundação à actualidade
O Vilanovense Futebol Clube é um dos clubes desportivos mais antigos da cidade de Vila Nova de Gaia. A histórica agremiação nasceu da vontade de um punhado dos muitos alunos gaienses que frequentavam o Colégio Alcântara Carreira do Porto, situado no actual edifício do clube Fenianos. Corria o ano de 1914, então Camilo Moniz e João Brito, que aí se cursavam, representavam o Futebol Clube do Porto e faziam parte do “team” de honra. O desporto-rei constituía tema chave das conversas estudantis.
Discutia-se calorosamente nos intervalos das aulas os resultados do Futebol Clube do Porto, as exibições dos colegas, uma ou outra jogada, os progressos da equipa azul e branca. A ideia dos rapazes do Colégio era a de formar um clube em Vila Nova de Gaia capaz de rivalizar com a popularidade do Futebol Clube do Porto.
Então no primeiro dia de Janeiro de 1914, fundou-se o Vilanovense Foot-Ball Club, pois nessa altura, existia na Rua Cândido dos Reis, em Gaia, um colégio chamado Vilanovense, que era frequentado pelos irmãos Portugal – Albertino e Francisco – que foram membros fundadores daquela colectividade. Albertino Castro, os irmãos Portugal, António Tavares e António Moreira Vila foram os fundadores do Vilanovense. Júlio Eduardo de Almeida aderiu mais tarde ao projecto e organizou uma campanha destinada a difundir o clube pela cidade.
Em 10 de Setembro de 1915, foi inaugurado o primeiro campo de jogos do “Vila”, designado “Campo do Fojo”, localizado perto da linha de comboio, no lugar de Coimbrões. Em 1922 ocorre uma cisão entre membros do clube, o que conduziu à transferência do Vilanovense para o centro de Vila Nova de Gaia. Com esta separação dos membros do “Vila” para além da transferência da sede e instalações do Vilanovense, também teve na base da criação de um novo clube o Sporting Clube de Coimbrões. Com esta mudança, nasceu o actual “Parque Soares dos Reis”, em homenagem ao grande escultor gaiense.
O clube, que inicialmente foi constituído para a prática do futebol, mas foi paulatinamente abrangendo novas modalidades. Pertence ao “Vila” a honra de introduzir o hóquei em campo no norte do país. Além desse pioneirismo, o Vilanovense estendeu a sua acção ao boxe, andebol de onze e sete, basquetebol, ténis, hóquei em patins, ginástica, esgrima, xadrez e ciclismo.
Hoje em dia, no Vilanovense Futebol Clube pratica-se futebol, com todos os escalões de formação (escolinhas, infantis, iniciados, juvenis e juniores), que competem nos campeonatos da primeira e segunda divisão da Associação de Futebol Clube do Porto.

## HINO
Vilanovense querido,
A tua fama se esvaia,
És valente e aguerrido
E sempre tens sido, orgulho de Gaia.
E serás eternamente,
Vaidade da nossa gente.
A um mau vibrar,
Tens na vitória, encher de glória a gente Gaiense.
Gritar, Gritar!
Ai que não sabes, isto, rapazes, é ser Vilanovense.
Haver em nós honra e nobreza, e a certeza que vence e convence,
Ouvir dizer numa só voz, é VILA, VILANOVENSE!
Ficou em nossa memória, emoções que nos tens dado.
Ainda isto é tudo história é cheio de glória teu nobre passado.
E enquanto houver um Gaiense, não morre o VILANOVENSE.
A um mal vibrar,
Tens na vitória, encher de glória a gente Gaiense.
Gritar, Gritar!
Ai que não sabes, isto, rapazes, é ser Vilanovense.
Haver em nós honra e nobreza, e a certeza que vence e convence,
Ouvir dizer numa só voz, é VILA, VILANOVENSE!

## Histórico (inclui 07/08)
|                   | Nº Presenças | Títulos |
| ----------------- | ------------ | ------- |
| Temporadas na 1ª  | 0            |         |
| Temporadas na 2ª  | 16           |         |
| Temporadas na 2ªB | 6            |         |
| Temporadas na 3ª  | 24           |         |
| Taça de Portugal  | 31           |         |
| Taça da Liga      | 0            |         |

## Jogadores antigos
- Joël Bouchoucha
- Nélson
- Leo
- Hulk
- Chico Silva
- Bruno Vale

## Titulos
AF PORTO DIVISÃO DE HONRA 1992/93
AF PORTO TAÇA 1967/68
AF PORTO 1ª DIVISÃO 1970/71
AF PORTO 2ª DIVISÃO 1942/43, 1953/54